# Коачелла (город)
Коачелла (англ. Coachella) — город в округе Риверсайд в штате Калифорния в Соединённых Штатах Америки.
Согласно данным переписи населения США 2020 года число жителей города 
составляло 41 941 человек, что, для такого небольшого населённого пункта, существенно больше (+ 3.0%), чем было во время предыдущей переписи проводившейся в 2010 году (40 704 человека).

## История
Сообщество было основано как «Вудспур» в 1876 году, когда Southern Pacific Transportation Company проложила здесь железнодорожную ветку. В 1880-х годах коренное племя кауилла продало свои земли европейцам. В 1901 году жители Вудспура проголосовали за новое название для своей общины и на собрании мэрии остановились на «Коачелла».
13 декабря 1946 года сообщество было включено в реестр штата и Коачелла официально получил статус города.
В 2010 году был построен завод по розливу Coca-Cola, что стало настоящим благом для города, экономика которого в начале третьего тысячелетия находится на спаде.
При этом Коачелла один из самых быстрорастущих городов Калифорнии; после окончания Второй мировой войны в нём проживало около тысячи человек, а по данным переписи 2020 года население выросло более чем в сорок раз. Город официально двуязычен на английском и испанском языках, при этом 90% людей говорят по-испански.

## География
Коачелла — самый восточный город в одноимённой долине, в пустыне Колорадо в Южной Калифорнии.
Согласно данным Бюро переписи населения США, общая площадь города составляет 28,95 квадратных мили (75,0 км2), вся эта территория приходится на сушу.
Высота над уровнем моря составляет - 68 футов (- 21 метр), так как восточная половина долины Коачелла находится ниже уровня моря. Солёное озеро Солтон-Си, в 10 милях (16 км) к югу от Коачеллы, находится на 228 футов (69 метров) ниже уровня моря.

## Климат
В этом климате во все месяцы доминирует субтропический антициклон или субтропический максимум с его нисходящим воздухом, приподнятыми инверсиями и ясным небом. Хотя он находится всего в нескольких минутах езды от города Баннинга, где летом теплый средиземноморский климат, он также находится в дождевой тени, что позволяет Коачелле выпадать всего около одной четверти осадков Баннинга. Подтип классификации климата Кёппена для этого климата — «Bwh» (тропический и субтропический пустынный климат).